# Galilei-holdak

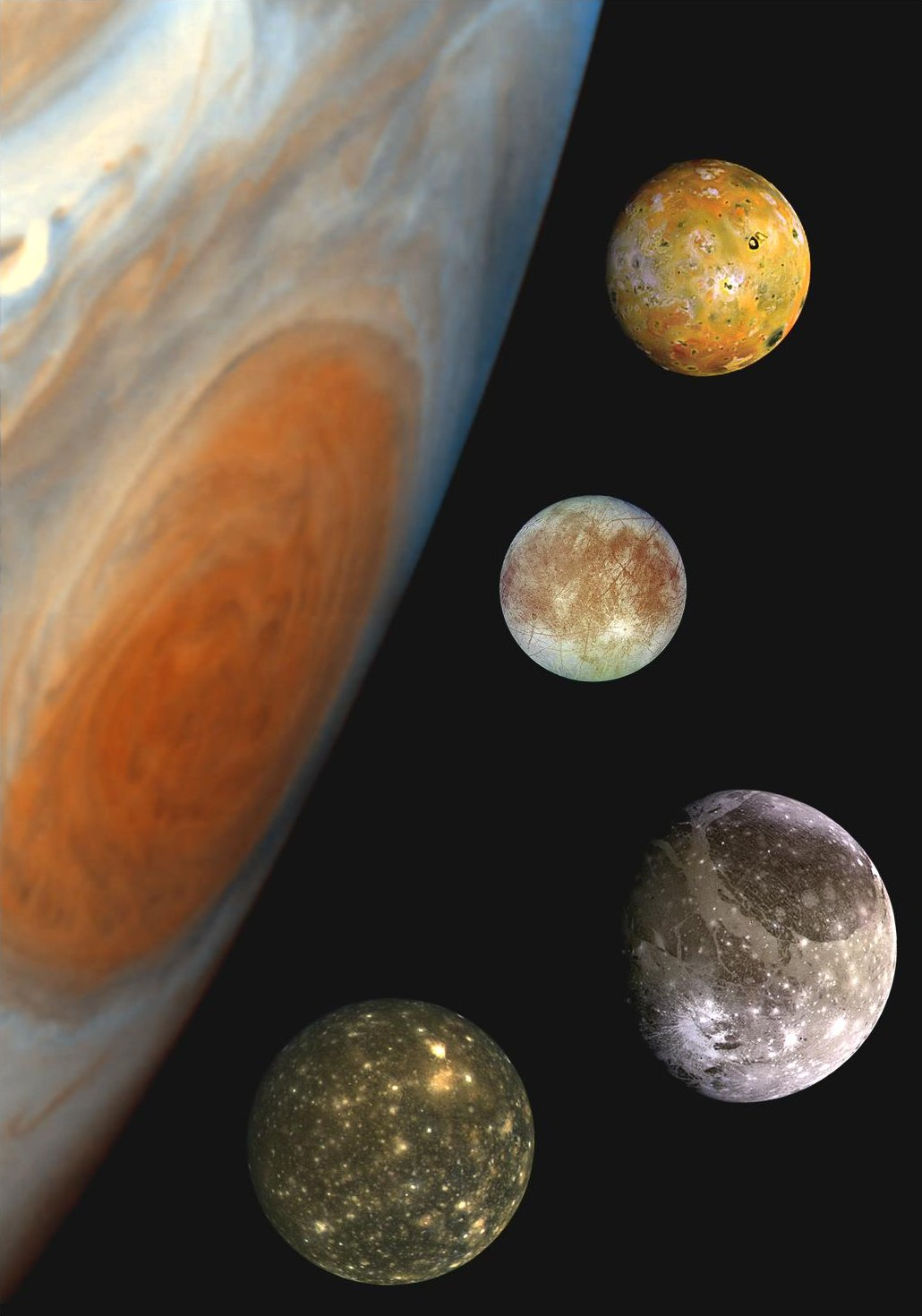
Galilei-holdak (felülről lefelé haladva): Io, Europa, Ganymedes és a Callisto (a kép a holdak nagyságát illusztrálja)

A Galilei-holdak a Jupiter négy legnagyobb holdja, melyeket az itáliai csillagász, Galileo Galilei fedezett fel. Galilei a holdakat 1610. január 7-én észlelte először, egyesek azonban felfedezőjüknek Gan De kínai csillagászt tekintik, aki szerintük közel kétezer évvel korábban, i. e. 362-ben figyelt fel az égitestekre. A holdakat már kis méretű távcsővel észlelhetjük, de megfelelő látási viszonyok esetén a legkülsőt, a Callistót akár szabad szemmel is felfedezhetjük. A holdak felfedezése fontos érv volt a geocentrikus, azaz a Föld-középpontú világkép ellen, és elősegítette a kopernikuszi heliocentrikus, vagyis a Nap központú világkép elfogadását.
A Galilei-holdak valószínűsíthetően már az ókori történetekben felbukkantak: Babilonban Mardukot (a Jupiter) látták bennük négy kutyájával, Egyiptomban pedig Hóruszt négy fiával.
Galilei a holdakat először Cosmica Siderának nevezte el bőkezű támogatója, Cosimo II de' Medici, Toszkána hercege tiszteletére, de később annak javaslatára Medicea Siderára, Medici-csillagokra nevezte át őket, Cosimót és testvéreit (Francesco, Carlo és Lorenzo) jelképezve. A felfedezés első publikálására 1610 márciusában, Velencében került sor, kevesebb mint két hónappal az észlelés után.
A holdak nevére több javaslat is született. Giovanni Battista Hodierna, Galilei tanítványa a négy Medici-testvér után Principharus, Victipharus, Cosmipharus illetve Ferdinandipharus névre keresztelte volna a holdakat, de Johannes Hevelius és Jacques Ozanam is ajánlott neveket. A holdak elkeresztelésében végül Simon Marius javaslata győzedelmeskedett. A magát Galileivel együtt a holdak felfedezőjének kikiáltó Marius az Io, Europa, Ganymedes és Callisto neveket adta az égitesteknek. Ezeket a neveket 1614-ben a Mundus Jovialis-ban publikálta.

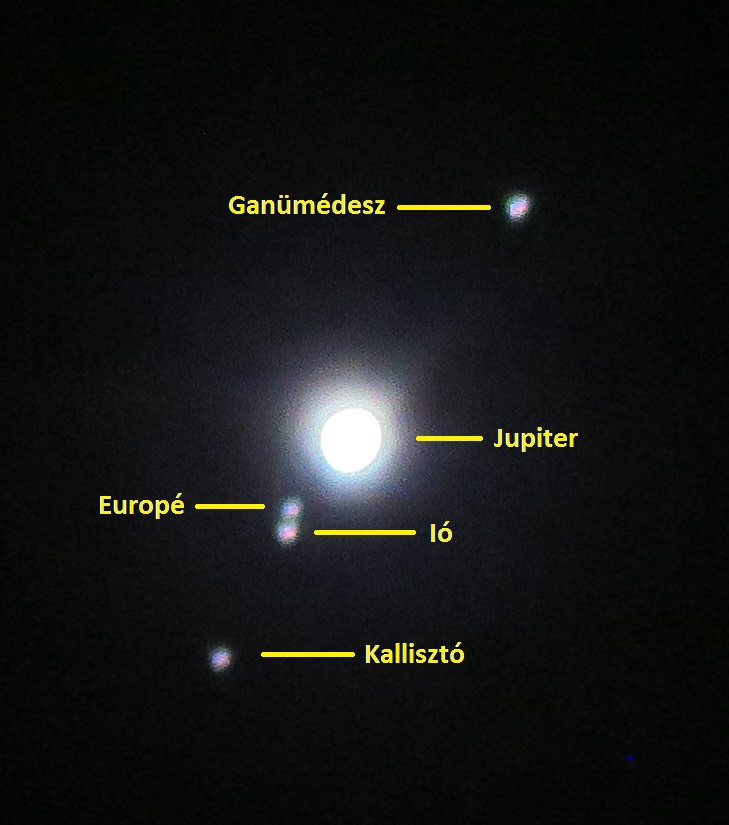
A Galilei-holdak Budapestről nézve, 2017 húsvétján (középen a Jupiter)

Galilei Marius névjavaslatait következetesen elutasította, és egy új, számokon alapuló elnevezési rendszert dolgozott ki, melyet még ma is használnak, s amely a holdak bolygójuktól való távolságán alapul. Sorrendjüknek megfelelően tehát az Io, az Europa, a Ganymedes és a Callisto az I., II., III. és IV. számot viselték.
Olaf Römer dán csillagász e holdak fedéseit használta a fénysebesség méréséhez.
A Galilei-holdak a Jupitertől való távolságuk sorrendjében:
| Név       | Kép | Átmérő (km) | Tömeg (kg) | Átlagos keringési távolság (km) | Keringési idő |
| --------- | --- | ----------- | ---------- | ------------------------------- | ------------- |
| Io        |     | 3643        | 8,93·1022  | 421 800                         | 1,77 nap      |
| Europa    |     | 3122        | 4,8·1022   | 671 100                         | 3,55 nap      |
| Ganymedes |     | 5262        | 1,48·1023  | 1 070 400                       | 7,16 nap      |
| Callisto  |     | 4821        | 1,08·1023  | 1 882 700                       | 16,69 nap     |